# Макдермотт, Ричард Терренс
Ричард Терренс (Терри) Макдермотт (англ. Richard Terrance "Terry" McDermott; 20 сентября 1940, Эссексвилл, Мичиган — 20 мая 2023) — американский конькобежец, Олимпийский чемпион.
Макадермотт был конькобежцем-спринтером.
В 1960 году Макдермотт впервые принимал участие в олимпийских играх, но занял лишь седьмое место на дистанции 500 метров (40,9 сек).
Ричард Макдермотт неожиданно для всех выиграл дистанцию 500 метров на зимних Олимпийских играх 1964 года в Инсбруке, опередив советского конькобежца Евгения Гришина на 0,5 секунды. Это была единственная золотая медаль американских спортсменов на этих играх. Тренером Макдермотта был бронзовый призёр зимних Олимпийских игр 1936 года Лео Фрейзингер.
На зимних Олимпийских играх 1968 года в Гренобле Макдермотт завоевал серебряную медаль на дистанции 500 метров, показав одинаковое время (40,5 сек) с норвежцем Магне Томассеном.
С 1963 по 1967 год Макдермотт носил бороду. С 1967 года он стал работать представителем одной из фирм в Детройте, и бороду пришлось сбрить.
После окончания конькобежной карьеры Макдермотт стал спортивным функционером. На церемонии открытия зимних Олимпийских игр 1980 года в Лейк-Плэсид он произносил клятву от имени судей.
4 июня 1977 года имя Ричарда Макдермотта было занесено в национальный конькобежный зал славы.
Макдермотт проживал в Блюмфилд-Хиллз (штат Мичиган). Он был женат и имел пятерых детей.
Скончался 20 мая 2023 года в возрасте 82 лет.

## Лучшие результаты
Лучшие результаты Ричарда Макдермотта на отдельных дистанциях:
- 500 метров — 39,60 (1964 год)
- 1.000 метров — 1:28,00 (1968 год)
- 1.500 метров — 2:22,10 (1968 год)